# مطار نيلسون مانديلا الدولي
مطار برايا الدولي أو مطار نيلسون مانديلا الدولي (بالإنجليزية: Nelson Mandela International Airport)، (إياتا: RAI، إيكاو: GVNP)، هو مطار دولي يقع في برايا عاصمة الرأس الأخضر.

## تاريخ
عام 2005، تم اغلاق مطار فرانسيسكو منديس الدولي وتعويضه بمطار برايا

## شركات الطيران
| شركـات طيـران           | الوجهات                                                                       |
| ----------------------- | ----------------------------------------------------------------------------- |
| الخطوط الجوية السنغالية | مطار بليز دياغني الدولي                                                       |
| أسكاي                   | مطار بليز دياغني الدولي، مطار لومي                                            |
| Azores Airlines         | مطار لشبونة، Ponta Delgada                                                    |
| Bestfly Cabo Verde      | Boa Vista ‏، Maio، Sal، São Filipe ‏، São Nicolau ‏، São Vicente ‏                |
| Cabo Verde Airlines     | مطار لشبونة، مطار باريس شارل ديغول (تبدأ في 23 يوليو 2023)، Sal، São Vicente ‏ |
| الخطوط الملكية المغربية | مطار محمد الخامس الدولي، مطار أوزفالدو فييرا الدولي                           |
| تاب برتغال              | مطار لشبونة                                                                   |
| Transair                | مطار بليز دياغني الدولي                                                       |